# 斯普林班克鎮區 (內布拉斯加州迪克森縣)
斯普林班克鎮區（英語：Springbank Township）是位於美國內布拉斯加州迪克森縣的一個行政鎮區。

## 地方資料
斯普林班克鎮區的面積為92.55平方千米，當中陸地面積為92.50平方千米，而水域面積為0.05平方千米。根據2020年美國人口普查的數據，當地共有人口545人，而人口密度為每平方千米5.89人。